# Майдан-Копищенський
Майда́н-Копи́щенський — село в Україні, в Коростенському районі Житомирської області. Входить до складу Олевської міської громади. Населення становить 356 осіб. Відстань до центру громади становить 42 км і проходить автошляхом Т 0605.
Поблизу села розташований міждержавний пункт пропуску Майдан між Україною та Білоруссю.

## Населення
Згідно з переписом УРСР 1989 року чисельність наявного населення села становила 393 особи, з яких 196 чоловіків та 197 жінок.
За переписом населення України 2001 року в селі мешкало 356 осіб.

### Мова
Розподіл населення за рідною мовою за даними перепису 2001 року:
| Мова       | Відсоток |
| ---------- | -------- |
| українська | 96,63 %  |
| білоруська | 2,25 %   |
| російська  | 1,12 %   |